# 拉里韋拉
拉里韋拉（西班牙語：La Rivera），是玻利維亞西部奧魯羅省梅希约内斯县的市鎮，并为该县的县府所在地。海拔高度3,842米，每年平均降雨量400至500毫米，2012年人口数量为509人。
19°01′S 68°39′W / 19.017°S 68.650°W